# 카스티야라비에하

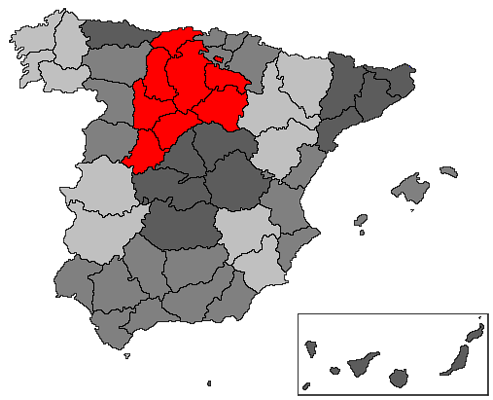
카스티야라비에하의 위치

카스티야라비에하(스페인어: Castilla la Vieja, 옛 카스티야)는 스페인의 역사적 지명이다. 중앙 산지 북부 카스티야 왕국의 북부에 해당하며 현재의 칸타브리아 지방, 라리오하 지방, 부르고스 주, 소리아 주, 세고비아 주, 아빌라 주, 바야돌리드 주, 팔렌시아 주와 면적이 일치한다.

## 같이 보기
- 카스티야
- 카스티야 왕국